# Џек Хокинс
Џек Хокинс (енгл. Jack Hawkins) је био енглески глумац, рођен 14. септембра 1910. године у Вуд Грину (Лондон, Енглеска), а преминуо је 18. јула 1973. године у Челсију (Лондон, Енглеска).

## Филмографија
| Улоге Џек Хокинс |                    |               |       |          |
| Година           | Српски назив       | Изворни назив | Улога | Напомена |
| 1957.            | Мост на реци Квај  |               |       |          |
| 1959.            | Бен Хур            |               |       |          |
| 1962.            | Лоренс од Арабије  |               |       |          |
| 1969.            | О, какав диван рат |               |       |          |